# Ментална хигијена (албум)
Ментална хигијена је пети студијски албум рок бенда Атомско склониште из 1982.
Албум је снимљен за само два дана под врхунском продукцијом Џона Ечелса у лондонском ЈАМ студију. Текст и музику је у потпуности написао Бруно Лангер, тако да он у потпуности преузима све кључне функције. Аранжмани су дело целог Атомског склоништа. Та плоча ће постати њихов најпродаванији и најпопуларнији албум, а са њом ће освојити сам врх југословенске рок сцене: освојиће титулу најбоље групе године. Издала га је дискографска кућа РТВ Љубљана. Врхунска музика и нови, свежи и приметно другачији текстови довели су групу до врхунца популарности.

## Албум
Највећи хит са овог албума Треба имат душу, која је три месеца била неприкосновени број 1 на југословенским листама. Један део издања плоче Ментална хигијена снимљен је грешком, па је Треба имат душу прескочен на самом почетку. Поред ње, ту су још: На палуби јада, Џони, Жути кишобран, Краљица Цигана. . .
Најбржа песма је Пун мјесец. Албум завршава песмом Мутна ријека чији је текст заснован на истинитом догађају. Познати саксофониста је у тој песми наступио соло, а појављује се и у песми Жути кишобран. Албум је за мање од месец дана продат у преко 150.000 примерака и на крају је достигао платинасти тираж.

## Списак песама
Аутор(и) свих текстова и песама: Бруно Лангер. 
| №  | Назив           | Трајање |  |
| 1. | Треба имат душу | 4:08    |  |
| 2. | На палуби јада  | 3:20    |  |
| 3. | Рахела          | 4:12    |  |
| 4. | Johny           | 3:30    |  |
| 5. | Жути кишобран   | 2:36    |  |
| 6. | Краљица Цигана  | 4:02    |  |
| 7. | Пун мјесец      | 3:04    |  |
| 8. | Иза зида        | 4:27    |  |
| 9. | Мутна ријека    | 6:00    |  |

## Обраде
Треба имат душу - Seaside Woman

## Чланови
- Серђо Блажић - главни вокал
- Бруно Лангер - бас, текст и вокал
- Драган Гужван - гитара
- Здравко Широла - бубњеви, клавијатуре